# Лар, Марта
Марта М. Лар (Marta Mirazón Lahr; род. 1965, Буэнос-Айрес) — британский палеоантрополог южноамериканского происхождения. Доктор философии (1992) и профессор Кембриджа, феллоу Клэр-колледжа (с 1999) и Королевского общества древностей. Специалист по происхождению, эволюции и разнообразию вида Homo sapiens.

## Биография и исследования
Выросла в Бразилии, изучала там биологию в Институте бионаук Университета Сан-Паулу, окончила данный университет со степенью бакалавра бионаук (1986). Получила степени магистра (MPhil, 1987) и доктора философии в Кембридже, после чего там же занимала должность JRF в колледже Клэр (1992—1995). Начав свою преподавательскую карьеру в альма-матер в Бразилии (1995—1998), три года спустя вернулась в Кембридж, где пройдет путь от лектора (1998—2005), через ридера (2005—2017) — к профессору (с 2017). На протяжении 21 года являлась директором Даквортской коллекции (Duckworth Collection) (2000—2021). Совместно с супругом основала Leverhulme Centre for Human Evolutionary Studies в 2000 году на кафедре археологии и антропологии Кембриджского университета, центральное место в каковом центре занимает Даквортская лаборатория, одна из крупнейших в мире коллекций археологических человеческих останков. Директор проекта Ng’ipalajem в Кении. В 2013-18 гг. приглашенный профессор Копенгагенского университета.
В настоящее время реализует полевые проекты в Ливии (по преистории), Индии (по антропологии и генетикн) и Кении (по палеоантропологии). Проводила полевые работы в Амазонии, южной части Тихого океана, Омане. В Кении руководила исследованиями и раскопками в Туркане (почти 20 лет) и Центральной рифтовой долине. В Туркане, на севере Кении, ее команда обнаружила самый давний известный случай (по сост. на 2016 год) насилия между двумя группами охотников-собирателей. Публиковалась в Journal of Human Evolution, Cell, PLoSONE, Science, Current Biology.
Есть два сына. Супруг — также награжденный медалью Риверса кембриджский профессор Роберт Фоли.